# Jan Liber
Johannes Jacob Liber (Rotterdam, 23 juli 1902 - Amstelveen, 23 september 1976) was een Nederlandse sportjournalist. 
In zijn jeugd was Liber een enthousiast sportbeoefenaar (voetballen, boksen, schaatsen) wat hem er later toe bracht om over sport te gaan schrijven. Hij werd sportredacteur bij Het Volk, dat na 1945 Het Vrije Volk werd. Hij heeft van alle belangrijke sportevenementen (Olympische Spelen, Tour de France, wereldkampioenschappen e.d.) verslag gedaan. 
Zo leverde hij in 1952 een bijdrage aan het boek dat naar aanleiding van de Olympische Zomerspelen 1952 in Helsinki door Planta margarine was uitgebracht. Liber schreef over boksen. Andere bijdragen werden onder andere geleverd door Bob Spaak (atletiek), Leo Pagano (voetbal), Martin W. Duyzings (wielrennen) en Cor Braasem (zwemmen). 
In 1962 schreef hij het boek  Het voetballeven van Faas Wilkes. In hetzelfde jaar verscheen Mensen in de sport, met daarin geschreven portretten van sportmensen, zoals Wim van Est, Daan de Groot en Wout Wagtmans. 

In 1963 maakte hij een ‘uitstapje’ en schreef de biografie van Heintje Davids, Altijd maar draaien.

Nog in 2000 gebruikte Henny van Engelen krantenartikelen die Jan Liber had geschreven om de bundel Met vliegende start samen te stellen. De bundel ging over de loopbaan van wielrenner Arie van Vliet.
Jan Liber was eind jaren zestig enige tijd interim-hoofdredacteur van Voetbal International.